# Knud Jessen

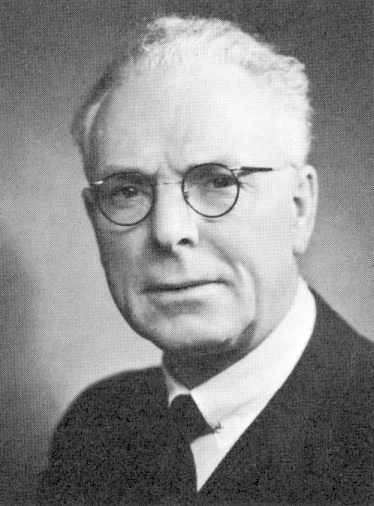
Knud Jessen

Knud Jessen (* 29. November 1884 in Frederiksberg; † 14. April 1971 in Lundtofte, Großraum Kopenhagen) war ein dänischer Botaniker und Quartärgeologe. Sein offizielles botanisches Autorenkürzel lautet „K.Jess.“.
Jessen war ab 1917 Staatsgeologe beim dänischen geologischen Dienst. 1920 wurde er promoviert. Er wurde 1931 Nachfolger von Carl Emil Hansen Ostenfeld (1873–1931) als Professor für Botanik an der Universität Kopenhagen und Direktor des Botanischen Gartens in Kopenhagen.
Jessen befasste sich mit Pollenanalyse und Vegetationsgeschichte des Quartär in Dänemark und (über Kontakt zu Robert Lloyd Praeger) Irland. Dabei arbeitete er mit seinem Schüler Hagbard Jonassen zusammen.
1936 wurde er Ritter des Dannebrogordens. Er war Ehrendoktor der Universitäten in Cambridge und Dublin und Mitglied der Königlich Dänischen Akademie der Wissenschaften. Er war im Rat der Carlsberg-Stiftung.
Er verfasste eine Monographie über nordische Wildpflanzen.
1962 erhielt er die Albrecht-Penck-Medaille.

## Schriften
- Moseundersøgelser i det nordøstlige Sjælland. Med Bemærkninger om Træers og Buskes Indvandring og Vegetationens Historie. Danmarks Geologiske Undersøgelse, II.række, 34, 1920, 1-243 (seine Dissertation)
- mit Vilhelm Milthers: Stratigraphical and palaeontological studies of interglacial fresh-water deposits in Jutland and northwest Germany, Danmarks Geologiske Undersøgelser II rk., Band 48, 1928, S. 1–379.
- mit August Mentz: Vilde Planter i Norden, 1937 bis 1940, 2. (1949) und 3. Auflage mit Kai Gram 1957 bis 1959
- mit H. Jonassen: The composition of the forests in northern Europe in Epipalaeolithic time. Biologiske Meddelelser, Kgl. danske Videnskabernes Selskab 12, 1935, S. 1–64.
- Studies in Late Quaternary deposits and flora-history of Ireland, Proceedings of the Royal Irish Academy 52, sect. B, no. 6, 1949, S. 85–290.